# Ordine di Guglielmo (Prussia)

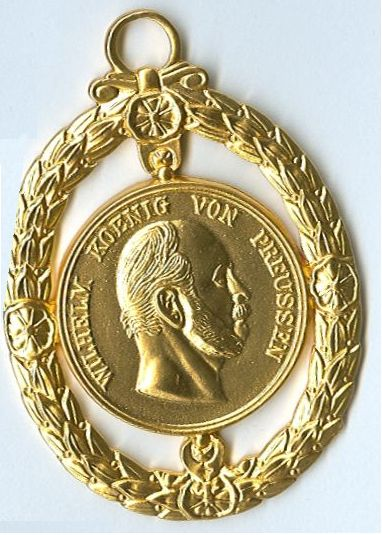
Medaglia dell'Ordine di Guglielmo

L'Ordine di Guglielmo di Prussia (in tedesco Wilhelm-Orden) fu un ordine cavalleresco istituito il 18 gennaio 1896 da Guglielmo II di Germania, in ricordo di Guglielmo I Hohenzollern che 25 anni prima veniva proclamato primo Kaiser dell'Impero tedesco, nella Reggia di Versailles, appunto nel 1871.

## Storia
L'ordine di Guglielmo, in tedesco Wilhelm-Orden è stato creato il 18 gennaio 1896 dal Kaiser Guglielmo II di Germania, in memoria del nonno Guglielmo I, primo sovrano dell'Impero tedesco. L'anno della fondazione dell'onorificenza, il 1896, celebrava i 25 anni da quando l'imperatore Guglielmo veniva proclamato Kaiser del secondo Reich, nella Reggia di Versailles nel 1871. L'onorificenza, uno medaglione con il ritratto di Guglielmo I, era attaccato ad un collare d'oro. Il rovescio del medaglione portava le parole "WIRKE IM ANDENKEN AN KAISER WILHELM DEN GROSSEN". Il collare, pesante 220 grammi, recava le parole "WILHELMUS I REX", il tutto disegnato dai gioiellieri Emil Weigand e Otto Schultz. L'Ordine era estremamente esclusivo e venne conferito solo a pochissime persone, prima delle quali fu Otto von Bismarck. Tra gli insigniti vi fu anche il fisico e premio Nobel Robert Koch. Anche l'elettorato Assia-Kassel possedeva un Ordine di Guglielmo ma questo era più vecchio e prendeva il nome dall'elettore Federico Guglielmo d'Assia-Kassel .

## Insigniti notabili
- Maria Elisabeth Wentzel-Heckmann (1833–1914), benefattrice, membro onorario dell'Accademia delle Scienze Prussiane
- Paul Berthold (1855–1917), politico sociale
- Friedrich von Bodelschwingh der Ältere (1831–1910), pastore e teologo evangelico
- Tonio Bödiker (1843–1907), primo presidente dell'ufficio assicurativo dell'impero
- Helene Donner (1819–1909), benefattrice di Amburgo
- Sophie Henschel (1841–1915), industriale e mecenate
- Theodor Lohmann (1831–1905), avvocato amministrativo e riformatore sociale
- James Simon (1851–1932), imprenditore, sovvenzionatore dei musei di Berlino, fondatore e finanziatore di diversi istituti di beneficenza
- Heinrich von Stephan (1831–1897), direttore generale delle poste dell'Impero di Germania
- Egmont Websky (1827–1905), fabbricante di tessuti, membro del Reichstag
- Emilie Mosse (1851–1924), benefattrice[2]
- Luisa di Prussia (1838–1923), granduchessa del Baden, benefattrice
- Augusta Vittoria (1858–1921), imperatrice, benefattrice
- Margarethe Krupp (1854–1931), imprenditrice, benefattrice
- Mary von Waldersee (1837–1914), benefattrice sociale
- Eva von Tiele-Winckler (1866–1930), "Mutter Eva"; diaconessa, benefattrice sociale
- Laura von Oelbermann (1846–1929), mecenate a Magonza
- Franziska Speyer (1844–1909), mecenate a Francoforte